# اللاسلطوية في أرمينيا
ظهرت اللاسلطوية في أرمينيا جزءًا من حركة التحرر الوطنية الأرمنية، مع انغراس جذورها ضمن مختلف الطوائف المسيحية المهرطقة التي تُمارس في المنطقة. اتخذت شكلًا منظمًا مع إنشاء الاتحاد الثوري الأرمني في عام 1890، وذلك قبل أن تُقمع من قبل مختلف الإمبراطوريات والأنظمة الاستبدادية التي حكمت أرمينيا خلال القرن العشرين. عاودت الظهور في نهاية المطاف في القرن الحادي والعشرين، كجزء من الحركة المناهضة للسلطة التي انتشرت في جميع أنحاء البلاد في أعقاب استقلالها.

## تاريخيًا

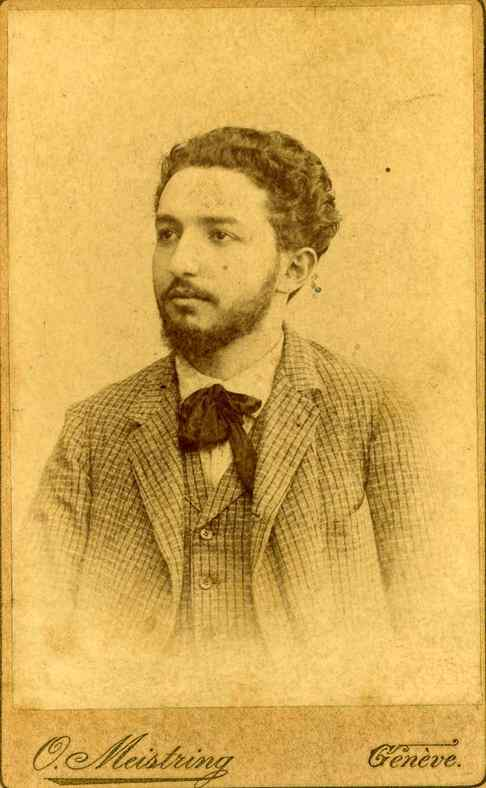
ألكسندر موسيسي أتابكيان (ولد في 2 فبراير 1868 وتوفي في 4 ديسمبر 1934)

### المسيحية في أرمينيا في العصور الوسطى
حتى القرن الثالث، كانت أرمينيا في معظمها من الزردشتية، إذ أسست السلالة الأرشكية الحاكمة من قبل كاهن من الزردشتية. وصلت المسيحية إلى أرمينيا مع وصول المسيحيين الأوائل الذين كانوا فارّين من الاضطهاد. أنشأت المجتمعات الرهبانية مثل دير غيغارد من قبل هؤلاء المسيحيين، الذين وجدوا ملاذًا آمنًا لهم في الجبال. لكن هؤلاء المسيحيين الأرمن الأوائل تعرضوا أيضًا للاضطهاد من قبل السلالة الأرشكية. كان هذا حتى عام 301، عندما أصبحت مملكة أرمينيا (القديمة) الدولة الأولى التي اعتنقت المسيحية، في عملية قادها غريغوريوس المستنير.
بدأ التأسيس للكنيسة الرسولية الأرمنية كذراع مؤسساتي لدين الدولة الجديد وبناء نظام ناخارار الإقطاعي بتكديس مساحات واسعة من الأراضي في أيدي رجال الدين والنبلاء.
عندما خضع الفلاحون الأرمن لظروف مقيدة بصورة متزايدة، نشأت العديد من الانتفاضات المناهضة للإقطاع من قبل الحركات المسيحية المنشقة في البلاد، ولا سيما البوربوريين والميساليين والبيلكانيين والتندراكيين.
مع سلام اسيليسين، تعرضت أرمينيا الغربية (أرمينيا البيزنطية لاحقًا) للغزو من قبل الإمبراطورية البيزنطية) في 387. ظلت أرمينيا الشرقية (أرمينيا الفارسية) مملكة مستقلة حتى عام 428، عندما أطاح النبلاء المحليون بالملك آرتاشس الرابع ونصبت الإمبراطورية الساسانية فه مير شابور مكانه كحاكم. رأى الناخارار أن سلطتهم الإقطاعية مقيدة في أرمينيا الغربية، مما قاد إلى تمرد مناهض للإمبراطورية البيزنطية. في الشرق، بقيت الحقوق محفوظة بمعظمها، إلى أن حاول بيروز الأول فرض إعادة البلاد إلى الزرادشتية بالقوة. أشعل هذا حرب عصابات ضد الحكم الساساني بقيادة فارتان ماميكونيان، مما أدى إلى التصديق الناجح على معاهدة نوارساك، التي منحت استقلالية أكبر للناخارار.

#### البيلكانيين
بعد فترة وجيزة من الفتح الإسلامي لأرمينيا، استوحى قسطنطين-سيلفانوس من الإنجيل ورسائل بولس لتأسيس الحركة البيلكانية وهي طائفة مسيحية متبنية رفضت الملكية الإقطاعية للأرض، وعدم المساواة الاجتماعية، وخرافات الكنيسة. منذ عام 660، بدأ العمال ورجال الكهنوت ذوي المراتب الدنيا وصغار المالكين في جميع أنحاء أرمينيا بالتحول إلى المسيحية البيلكانية. ولكن في عام 687، ألقي القبض على سيلفانوس من قبل السلطات الإمبراطورية، وحوكم بتهمة الهرطقة والرجم حتى الموت. استمرت الطائفة في النمو في المجتمعات الأرمنية في جميع أنحاء الإمبراطورية البيزنطية، ولكن في أوائل القرن التاسع أصبحت عرضة للاضطهاد من قبل الإمبراطورية. بحلول عام 843، قُتل أكثر من 100000 من البيلكانيين وصادرت الإمبراطورية جميع ممتلكاتهم وأراضيهم. فرّ البيلكانيون بعد ذلك إلى إمارة أرمينية حيث بنوا مدينتي أومرلي وديوريغي وأنشأوا منطقة بيلكانية مستقلة. مع ذلك، فقد كُسر جبروتهم في نهاية المطاف في معركة باثياس رياكس إذ تعرضوا لخسائر فادحة. أعيد توطين العديد من البيلكانيين المتبقيين في تراقيا، حيث انتشرت أفكارهم عبر البلقان وأوروبا، مما أثر على تشكيل الكاثار والبوغوميل. وفرّ آخرون شرقًا إلى إمارة أرمينية، إذ تطورت الحركة إلى التندراكيين.

### التنوير الأرمني
في أواخر القرن السابع عشر، استشرى عصر التنوير في شرق أرمينيا، حيث نشر المثقفون الإيديولوجيات المناهضة للإقطاع والديمقراطية والثورية في جميع أنحاء البلاد. ومن أبرز هذه الشخصيات شهمير شهميريان، الفيلسوف الذي رفض النظام الملكي، واعتبر أن طاعة الحكام إهانة للذكاء البشري. بدلًا من ذلك، أراد إنشاء نظام ديمقراطي علماني في أرمينيا، حيث تُنتخب جميع المناصب الرسمية (بما في ذلك السلطة القضائية) بحرية عن طريق التصويت الشعبي. كتب عن أفكاره عن أمة أرمنية مستقلة في كتاب سنير أوف غلوري: 
يجب أن يعيش كل إنسان، سواء أكان أرمنيًا أو غيره، رجلًا كان أم امرأة، مولودًا في أرمينيا أو أتى إليها من بلد آخر، في مساواة، وأن يكون حرًا في كل ما يفعله. لا يحق لأي شخص استعباد شخص آخر ويجب أن يتقاضى العمال أجورًا مثل أي نوع آخر من الوظائف، كما هو منصوص عليه في التشريع الأرمني.
بعد هزيمة القاجاريين في الحرب الروسية الفارسية (1826-1828)، تم ضم أرمينيا الشرقية إلى الإمبراطورية الروسية وبدأت حركة التحرر الوطني الأرمنية في إقامة علاقات مع الحركة الثورية الروسية الناشئة.
كان ميكايل نالبانديان شخصية مؤثرة خلال هذه الفترة، بالإضافة إلى كونه من دعاة العلمانية وناقدًا صريحًا للكنيسة الرسولية الأرمنية. اشتهر نالبانديان بجهوده في إنشاء الأدب الوطني، المكتوب باللغة الأرمنية الحديثة، والذي يعكس التطلعات الاجتماعية للشعب الأرمني. وقد كان أيضًا من أشد المدافعين عن الإصلاح الزراعي بحجة أن «التوزيع المتكافئ للأرض هو الوحيد الذي من شأنه تحقيق السعادة والرخاء للناس». وقد ألهم عمله، بشكل غير مباشر، انتفاضة أخرى في أرمينيا الغربية والتي نجحت في إجبار القوات العثمانية على الانسحاب من منطقة الزيتون. خلال ترحاله في جميع أنحاء أوروبا، شكّل صداقة مع اللاسلطوي الروسي ميخائيل باكونين، والناشط المناهض للعبودية نيكولاي أوغاريف و «الأب المؤسس للاشتراكية الروسية» ألكسندر هيرزن، الذي شارك معه في تأسيس المنظمة الثورية «الأرض والحرية» وتوزيع صحيفة كولوكول. في عام 1862، عاد نالبانديان إلى سانت بطرسبرغ، إذ شارك في أنشطة منظمة الأرض والحرية، وذلك قبل أن يُلقى عليه القبض بتهمة التحريض وتأجيج المشاعر ضد الجمهوريانية في أدبه. نُفي لاحقًا إلى كاميشين وتوفي هناك بعد إصابته بمرض السل.